# Szlovénia az 1992. évi téli olimpiai játékokon
Szlovénia a franciaországi Albertville-ben megrendezett 1992. évi téli olimpiai játékok egyik részt vevő nemzete volt. Az országot az olimpián 6 sportágban 27 sportoló képviselte, akik érmet nem szereztek. Szlovénia önállóan először vett részt az olimpiai játékokon.

## Alpesisí
Férfi
| Versenyző      | Versenyszám            | 1. futam | 1. futam | 2. futam | 2. futam | Összesítés | Összesítés |
| Versenyző      | Versenyszám            | Idő      | Hely.    | Idő      | Hely.    | Idő        | Helyezés   |
| -------------- | ---------------------- | -------- | -------- | -------- | -------- | ---------- | ---------- |
| Klemen Bergant | Műlesiklás             | 56,27    | 33.      | 56,25    | 25.      | 1:52,52    | 24.        |
| Gregor Grilc   | Műlesiklás             | 54,73    | 23.      | 55,22    | 22.      | 1:49,95    | 22.        |
| Gregor Grilc   | Óriás-műlesiklás       | 1:06,80  | 16.      | 1:04,70  | 16.      | 2:11,50    | 16.        |
| Gregor Grilc   | Szuperóriás-műlesiklás |          |          |          |          | 1:15,71    | 20.        |
| Jure Košir     | Műlesiklás             | 54,88    | 24.      | 54,61    | 18.      | 1:49,49    | 19.        |
| Jure Košir     | Óriás-műlesiklás       | 1:07,41  | 24.      | 1:04,82  | 19.      | 2:12,23    | 22.        |
| Jure Košir     | Szuperóriás-műlesiklás |          |          |          |          | 1:16,56    | 29.        |
| Mitja Kunc     | Óriás-műlesiklás       | 1:07,48  | 25.      | 1:05,40  | 25.      | 2:12,88    | 23.        |
| Mitja Kunc     | Szuperóriás-műlesiklás |          |          |          |          | 1:16,49    | 27.        |
| Andrej Miklavc | Műlesiklás             | 55,02    | 26.      | 54,45    | 16.      | 1:49,47    | 17.        |
| Andrej Miklavc | Óriás-műlesiklás       | 1:07,91  | 29.      | 1:05,04  | 23.      | 2:12,95    | 24.        |

| Versenyző  | Versenyszám | Lesiklás | Lesiklás | Lesiklás | Műlesiklás | Műlesiklás | Műlesiklás | Műlesiklás | Műlesiklás | Műlesiklás | Műlesiklás | Összesítés | Összesítés |
| Versenyző  | Versenyszám | Lesiklás | Lesiklás | Lesiklás | 1. futam   | 1. futam   | 2. futam   | 2. futam   | Össz.      | Össz.      | Össz.      | Összesítés | Összesítés |
| Versenyző  | Versenyszám | Idő      | Pont     | Hely.    | Idő        | Hely.      | Idő        | Hely.      | Idő        | Pont       | Hely.      | Pont       | Helyezés   |
| ---------- | ----------- | -------- | -------- | -------- | ---------- | ---------- | ---------- | ---------- | ---------- | ---------- | ---------- | ---------- | ---------- |
| Jure Košir | Összetett   | 1:49,60  | 47,20    | 36.      | 51,32      | 13.        | 51,95      | 4.         | 1:43,27    | 12,58      | 8.         | 59,78      | 13.        |

Női
| Versenyző      | Versenyszám            | 1. futam      | 1. futam      | 2. futam      | 2. futam      | Összesítés    | Összesítés    |
| Versenyző      | Versenyszám            | Idő           | Hely.         | Idő           | Hely.         | Idő           | Helyezés      |
| -------------- | ---------------------- | ------------- | ------------- | ------------- | ------------- | ------------- | ------------- |
| Nataša Bokal   | Műlesiklás             | 48,62         | 4.            | nem ért célba | nem ért célba | kiesett       | kiesett       |
| Nataša Bokal   | Óriás-műlesiklás       | 1:07,20       | 7.*           | 1:08,44       | 13.           | 2:15,64       | 13.           |
| Nataša Bokal   | Szuperóriás-műlesiklás |               |               |               |               | 1:27,42       | 32.           |
| Barbara Brlec  | Óriás-műlesiklás       | 1:09,50       | 24.           | nem ért célba | nem ért célba | kiesett       | kiesett       |
| Barbara Brlec  | Szuperóriás-műlesiklás |               |               |               |               | nem ért célba | nem ért célba |
| Urška Hrovat   | Műlesiklás             | 49,04         | 9.            | 45,46         | 11.           | 1:34,50       | 10.           |
| Urška Hrovat   | Szuperóriás-műlesiklás |               |               |               |               | kizárták      | kizárták      |
| Špela Pretnar  | Óriás-műlesiklás       | kizárták      | kizárták      | kiesett       | kiesett       | kiesett       | kiesett       |
| Špela Pretnar  | Szuperóriás-műlesiklás |               |               |               |               | nem ért célba | nem ért célba |
| Katjuša Pušnik | Műlesiklás             | 50,06         | 18.           | 46,39         | 18.           | 1:36,45       | 16.*          |
| Katjuša Pušnik | Óriás-műlesiklás       | 1:08,99       | 22.           | nem ért célba | nem ért célba | kiesett       | kiesett       |
| Veronika Šarec | Műlesiklás             | nem ért célba | nem ért célba | kiesett       | kiesett       | kiesett       | kiesett       |

| Versenyző    | Versenyszám | Lesiklás | Lesiklás | Lesiklás | Műlesiklás | Műlesiklás | Műlesiklás | Műlesiklás | Műlesiklás | Műlesiklás | Műlesiklás | Összesítés | Összesítés |
| Versenyző    | Versenyszám | Lesiklás | Lesiklás | Lesiklás | 1. futam   | 1. futam   | 2. futam   | 2. futam   | Össz.      | Össz.      | Össz.      | Összesítés | Összesítés |
| Versenyző    | Versenyszám | Idő      | Pont     | Hely.    | Idő        | Hely.      | Idő        | Hely.      | Idő        | Pont       | Hely.      | Pont       | Helyezés   |
| ------------ | ----------- | -------- | -------- | -------- | ---------- | ---------- | ---------- | ---------- | ---------- | ---------- | ---------- | ---------- | ---------- |
| Nataša Bokal | Összetett   | 1:29,02  | 39,64    | 24.      | 35,05      | 5.         | 34,60      | 3.         | 1:09,65    | 2,96       | 4.         | 42,60      | 7.         |

* - egy másik versenyzővel azonos eredményt ért el

## Biatlon
Férfi
| Versenyző                                         | Versenyszám      | Lövőhiba | Időeredmény | Helyezés |
| ------------------------------------------------- | ---------------- | -------- | ----------- | -------- |
| Sašo Grajf                                        | 10 km sprint     | 0        | 27:58,8     | 33.      |
| Sašo Grajf                                        | 20 km egyéni     | 3        | 1:00:39,2   | 24.      |
| Boštjan Lekan                                     | 10 km sprint     | 1        | 28:42,4     | 51.      |
| Boštjan Lekan                                     | 20 km egyéni     | 1        | 1:00:26,8   | 21.      |
| Janez Ožbolt                                      | 10 km sprint     | 0        | 28:31,1     | 43.      |
| Janez Ožbolt                                      | 20 km egyéni     | 1        | 1:01:47,2   | 33.      |
| Jure Velepec                                      | 20 km egyéni     | 2        | 1:04:12,6   | 56.      |
| Uroš Velepec                                      | 10 km sprint     | 2        | 29:54,3     | 68.      |
| Uroš Velepec Sašo Grajf Jure Velepec Janez Ožbolt | 4 × 7,5 km váltó | 6        | 1:39:03,2   | 20.      |

## Műkorcsolya
| Versenyző    | Versenyszám  | Rövid program     | Rövid program | Rövid program | Kűr               | Kűr     | Kűr         | Összesítés         | Összesítés |
| Versenyző    | Versenyszám  | Több. hely. száma | Hely.         | Hely. pont.   | Több. hely. száma | Hely.   | Hely. pont. | Helyezési pontszám | Helyezés   |
| ------------ | ------------ | ----------------- | ------------- | ------------- | ----------------- | ------- | ----------- | ------------------ | ---------- |
| Luka Klasinc | Férfi egyéni | 7×26+             | 26.           | 13,0          | kiesett           | kiesett | kiesett     | kiesett            | kiesett    |
| Mojca Kopač  | Női egyéni   | 8×27+             | 26.           | 13,0          | kiesett           | kiesett | kiesett     | kiesett            | kiesett    |

## Síakrobatika
Mogul
| Versenyző           | Versenyszám | Selejtező | Selejtező | Döntő   | Döntő    |
| Versenyző           | Versenyszám | Pont      | Helyezés  | Pont    | Helyezés |
| ------------------- | ----------- | --------- | --------- | ------- | -------- |
| Marko Jemec         | Férfi       | 16,92     | 35.       | kiesett | kiesett  |
| Aleksander Peternel | Férfi       | 18,70     | 28.       | kiesett | kiesett  |

## Sífutás
Férfi
| Versenyző       | Versenyszám         | Eredmény  | Helyezés |
| --------------- | ------------------- | --------- | -------- |
| Jožko Kavalar   | 10 km               | 32:49,6   | 71.      |
| Jožko Kavalar   | 15 km üldözőverseny | 46:36,9   | 62.      |
| Jožko Kavalar   | 30 km               | 1:35:16,3 | 65.      |
| Jožko Kavalar   | 50 km               | 2:13:17,9 | 24.      |
| Robert Kerštajn | 10 km               | 33:37,5   | 74.      |
| Robert Kerštajn | 15 km üldözőverseny | 48:05,3   | 67.      |
| Robert Kerštajn | 30 km               | 1:32:17,6 | 50.      |
| Robert Kerštajn | 50 km               | 2:26:26,3 | 58.      |

## Síugrás
| Versenyző                                           | Versenyszám | 1. ugrás | 1. ugrás | 2. ugrás | 2. ugrás | Összesítés | Összesítés |
| Versenyző                                           | Versenyszám | Pont     | Hely.    | Pont     | Hely.    | Pont       | Helyezés   |
| --------------------------------------------------- | ----------- | -------- | -------- | -------- | -------- | ---------- | ---------- |
| Damjan Fras                                         | Nagysánc    | 79,6     | 28.      | 50,6     | 49.      | 130,2      | 42.        |
| Samo Gostiša                                        | Normálsánc  | 101,4    | 16.      | 100,4    | 13.      | 201,8      | 12.        |
| Samo Gostiša                                        | Nagysánc    | 72,5     | 36.      | 86,4     | 11.      | 158,9      | 22.*       |
| Primož Kopač                                        | Normálsánc  | 98,2     | 23.      | 91,4     | 36.*     | 189,6      | 26.        |
| Franci Petek                                        | Normálsánc  | 93,7     | 31.      | 99,8     | 14.*     | 193,5      | 21.        |
| Franci Petek                                        | Nagysánc    | 94,8     | 10.      | 82,3     | 14.      | 177,1      | 8.         |
| Matjaž Zupan                                        | Normálsánc  | 97,5     | 27.      | 99,8     | 14.*     | 197,3      | 18.        |
| Matjaž Zupan                                        | Nagysánc    | 81,6     | 26.*     | 72,4     | 29.      | 154,0      | 27.*       |
| Primož Kopač Matjaž Zupan Franci Petek Samo Gostiša | Csapat      | 268,5    | 9.       | 274,8    | 5.       | 543,3      | 6.         |

* - egy másik versenyzővel azonos eredményt ért el